# پترا ریدل
پترا ریدل (به انگلیسی: Petra Riedel) (زادهٔ ۱۷ سپتامبر ۱۹۶۴) شناگر اهل آلمان شرقی است.